# Кропивня (Коростенський район)
Кропи́вня — село в Україні, у Коростенському районі Житомирської області. Населення становить 204 особи.

## Історія
У 1906 році село Кропивна Ушомирської волості Житомирського повіту Волинської губернії с поштовою адресою м.Іскорость. Чисельність дворів 312. Чисельність жителів 1737. Село мало 1 зупинку (стан) на тракті, 1 мирового посередника, 5 мирових судей, 5 судових слідчих. Відстань до Житомира 57 верст, до Ушомира 18 верст.

## Населення

### Мова
Розподіл населення за рідною мовою за даними перепису 2001 року:
| Мова       | Кількість | Відсоток |
| ---------- | --------- | -------- |
| українська | 204       | 100%     |

## Галерея

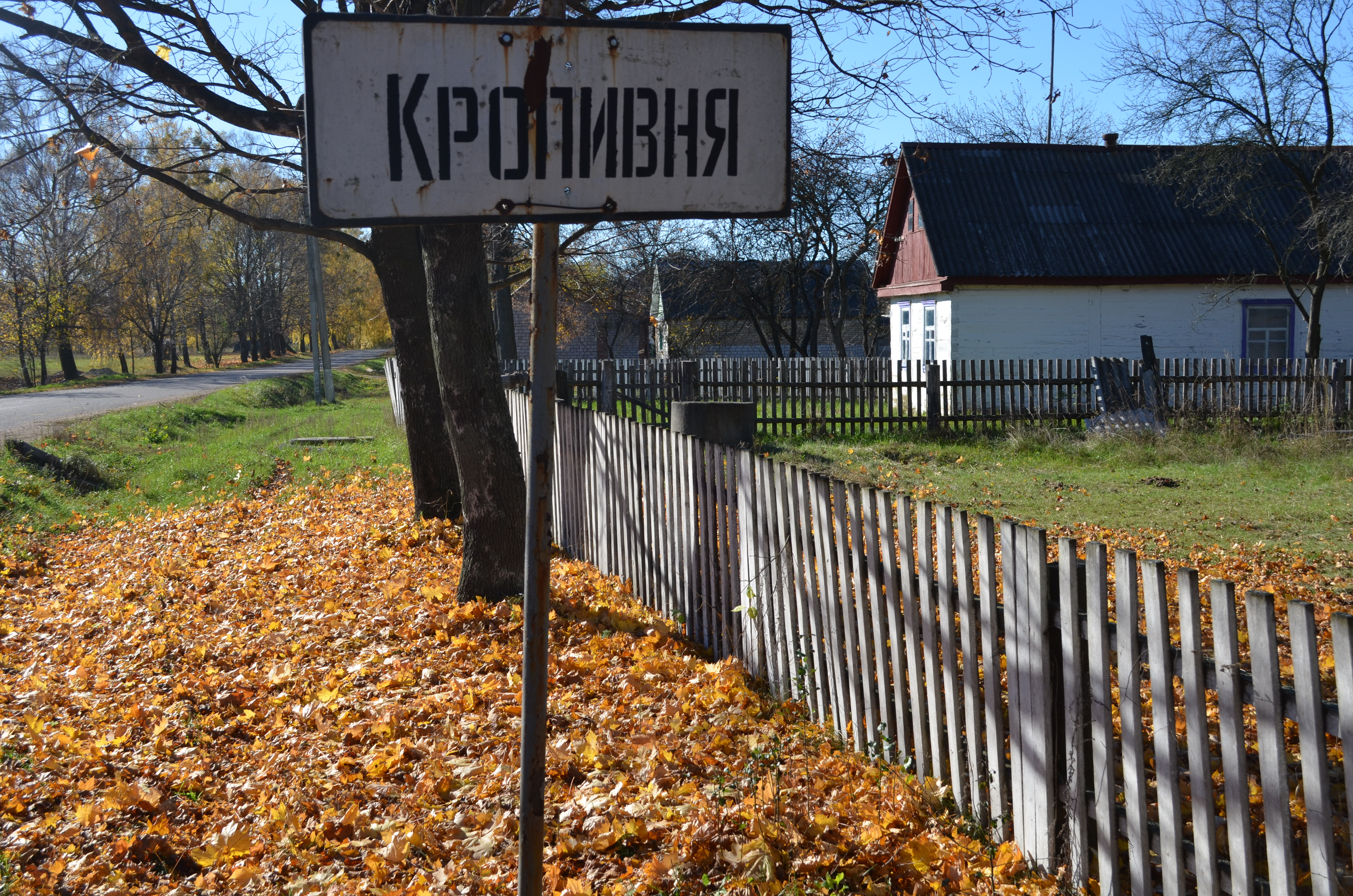
В'їзд до села
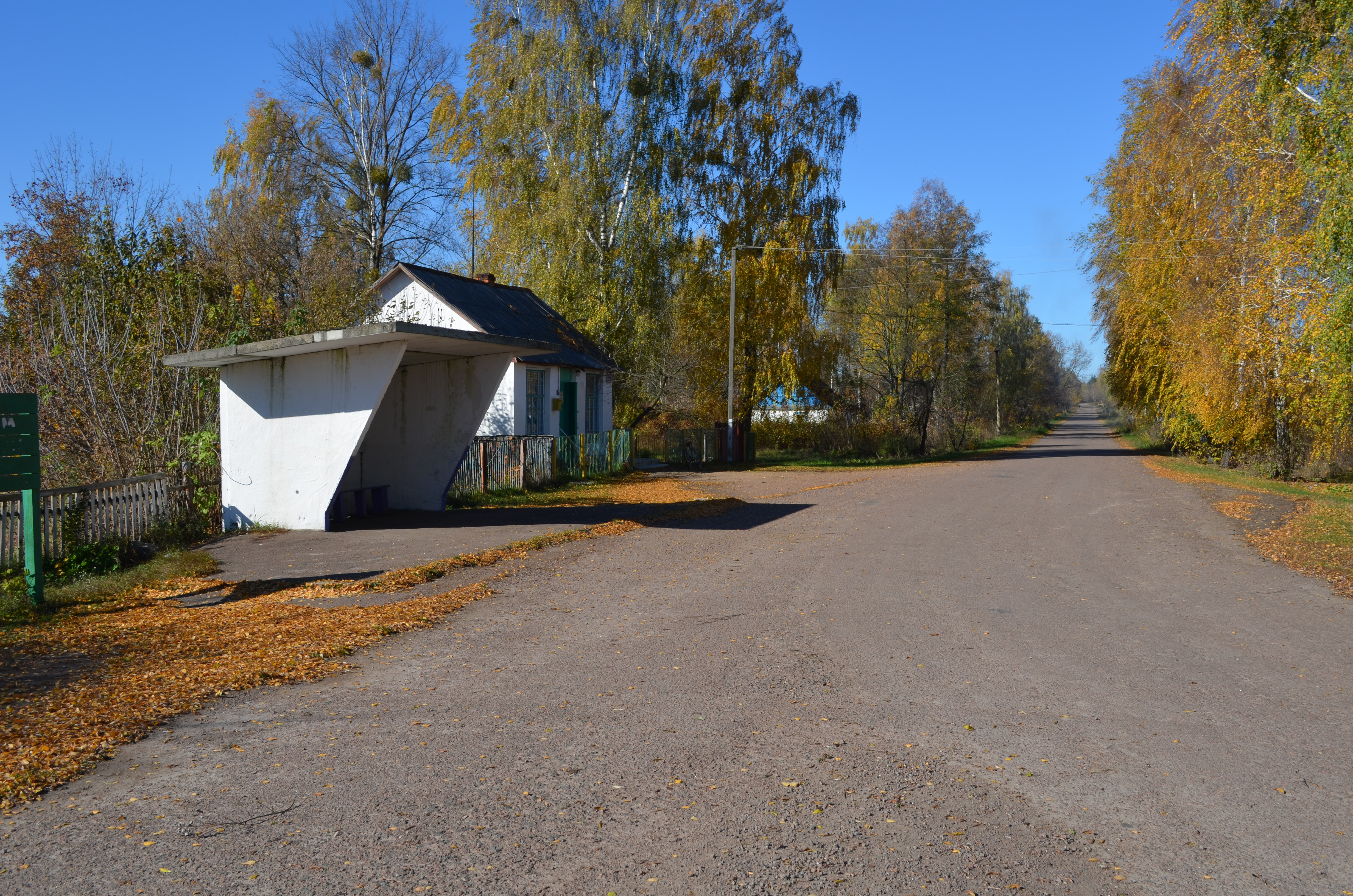
Автобусна зупинка
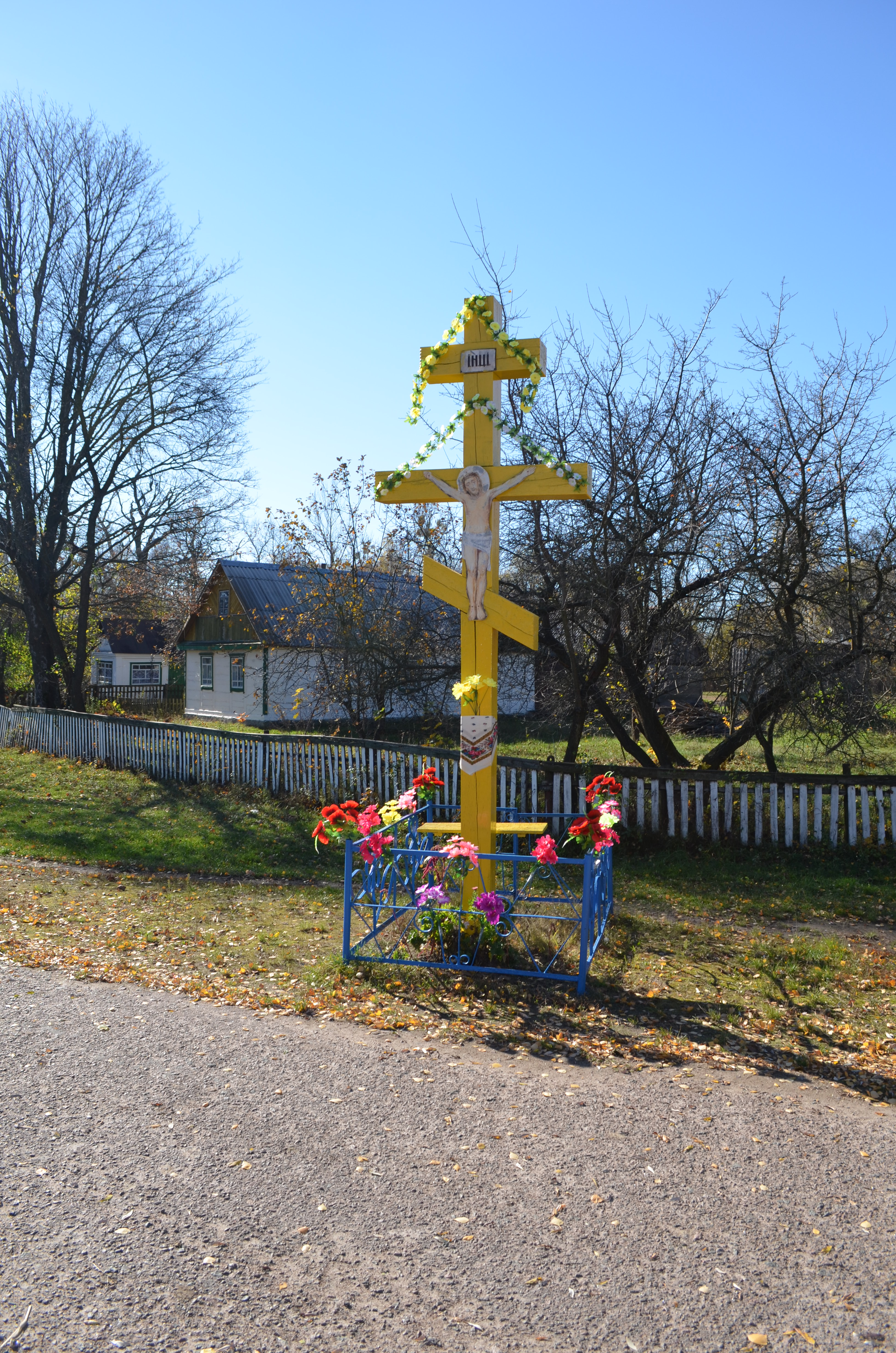
Хрест у селі
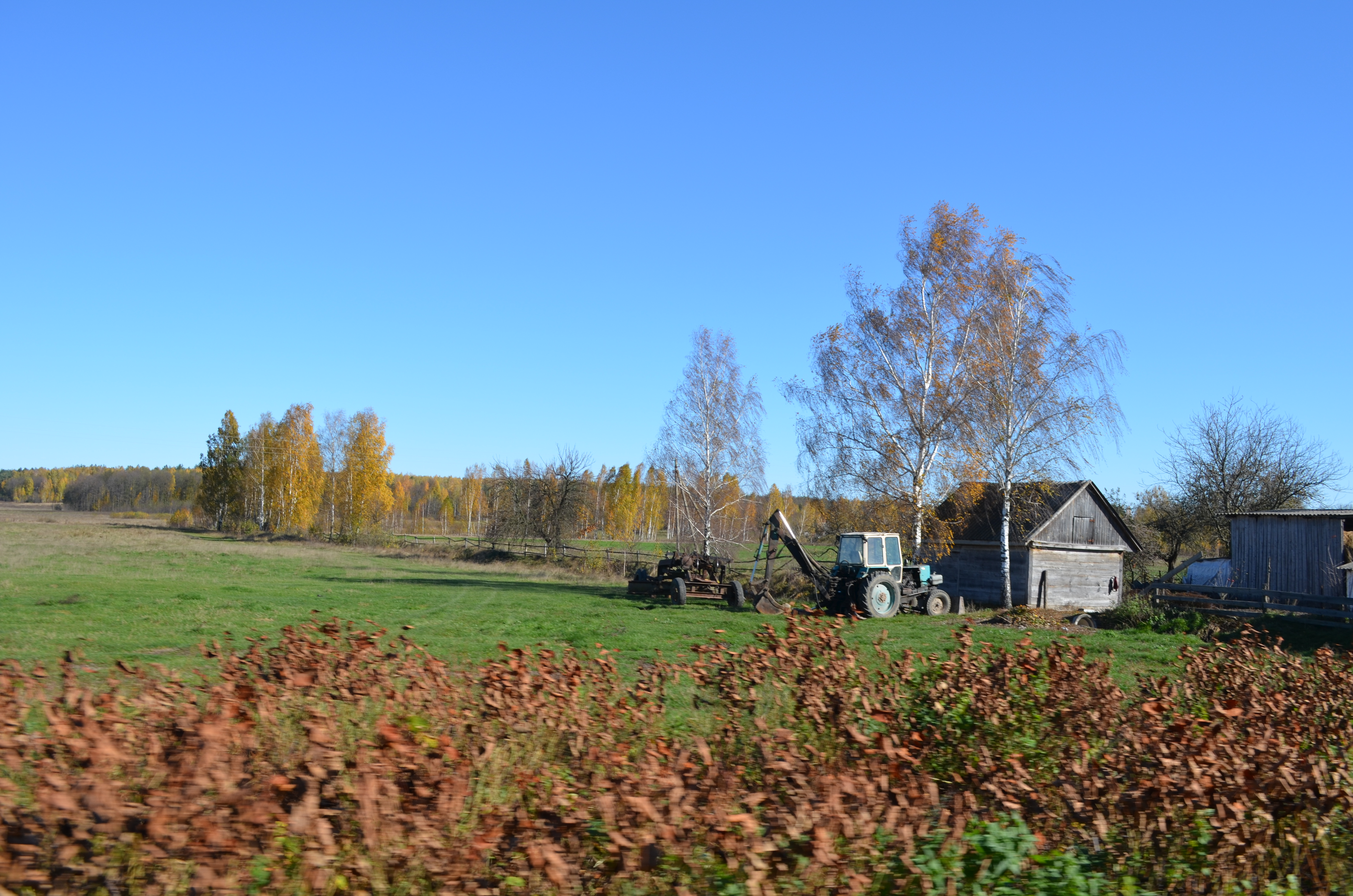
На окраїні села